# インテグラル立体テレビ
インテグラル立体テレビ（）とは、NHK放送技術研究所で、2030年頃の実用化を目指し開発されている3次元ディスプレイの方式の一つ。
微小レンズ群からなるレンズアレーを撮影・表示の双方に用いて立体感を再現する。水平7680×垂直4320画素の解像度を持つスーパーハイビジョンの応用技術として開発された。2009年時点では水平400×垂直250画素の解像度を実現している。
400×250画素の立体映像を構成する1要素画素一つ一つに数百画素分の立体映像情報を持たせ、あらゆる方向からの立体感を再現する。

## 研究
- 1990年後半 - 研究に着手[2]
- 1999年 - NHK技研公開にて、第1試作機を発表[2]
- 2002年 - ハイビジョン解像度の撮影素子または表示素子を縦横方向に2分の1ずらして配置することにより、4K相当の解像度を実現したカメラを適用した試作機を発表[2]
- 2007年 - 上記の技術を使い、8K相当のカメラとプロジェクターを適用した試作機を発表[2]